# Jemaine Clement
Jemaine Clement (sinh ngày 10 tháng 1 năm 1974) là một diễn viên hài, diễn viên, nhà văn, đạo diễn và nhà soạn nhạc đa tài New Zealand, được biết đến như một trong hai thành viên của bộ đôi hài kịch Flight of the Conchords cùng với Bret McKenzie.

## Tiểu sử
Jemaine Clement sinh ngày 10 tháng 1 năm 1974 tại Masterton, New Zealand, và được mẹ mình là bà Moryo nuôi dưỡng,  ở vùng Wairarapa. Ông theo học tại Đại học Makoura ở Masterton. Sau khi tốt nghiệp, ông chuyển đến thủ đô Wellington của New Zealand, nơi ông nghiên cứu bộ phim và phim tại Đại học Victoria của Wellington. Ở đó ông đã gặp Taika Waititi (hay Taika Cohen), người mà ông đã tạo ra Vì vậy bạn là một người đàn ông và Humourbeasts. Năm 2004, Humourbeasts đã đi lưu diễn New Zealand trong một show diễn mang tên "The Untold Tales of Maui", một phiên bản của truyền thuyết Maori truyền thống của Muiui. Bộ đôi này đã nhận được danh hiệu hài kịch cao nhất của New Zealand, Billy T Award.